# El Me Engañó
„El Me Engañó” este un cântec al interpretei mexicane Paulina Rubio. Acesta fost compus de Cesar Valle și Don Matamoros pentru cel de-al doilea material discografic de studio al artistei, 24 Kilates. „Asunto de Dos” a fost lansat ca cel de-al doilea disc single al materialului la începutul anului 1994.
Cântecul a urcat până pe locul 2 în țara natală a lui Rubio, Mexic.

## Clasamente
| Clasament           | Poziția maximă | Referință |
| ------------------- | -------------- | --------- |
| Mexic Singles Chart | 2              | [ 2 ]     |